# Aayemenaytcheia
Aayemenaytcheia, jedan od izumrlih rodova trilobita koji je opisao Lieberman, 1994. U rodu se spominje vrsta Aayemenaytcheia paragranulata koja se klasificira porodici Proetidae, potporodica Proetinae. Živjeli su u srednjem devonu
Pronađeni su u arktičkom području na otoku Bathurst u Kanadi.